# Milovan Đorić
Milovan Đorić (srbskou cyrilicí Милован Ђорић;  * 6. srpna 1945, Bioska) je bývalý jugoslávský fotbalista srbské národnosti, obránce. Po skončení aktivní kariéry působil jako trenér, vedl mj. reprezentace Salvadoru a Jugoslávie.

## Fotbalová kariéra
V jugoslávské lize hrál za FK Crvena zvezda, se kterou získal čtyři mistrovské tituly a třikrát vyhrál jugoslávský fotbalový pohár. V jugoslávské lize nastoupil ve 136 ligových utkáních a dal 7 gólů. V letech 1973-1975 ve Španělsku za Real Oviedo. V Poháru mistrů evropských zemí nastoupil ve 13 utkáních a dal 1 gól a v Poháru vítězů pohárů nastoupil ve 3 utkáních. Za reprezentaci Jugoslávie nastoupil v roce 1969 v přátelském utkání s Rumunskem. 

## Ligová bilance
| Ročník                          | Zápasy | Góly | Klub                   |
| ------------------------------- | ------ | ---- | ---------------------- |
| Jugoslávská Prva liga 1967/1968 | 26     | 2    | Crvena zvezda Bělehrad |
| Jugoslávská Prva liga 1968/1969 | 34     | 3    | Crvena zvezda Bělehrad |
| Jugoslávská Prva liga 1969/1970 | 30     | 1    | Crvena zvezda Bělehrad |
| Jugoslávská Prva liga 1970/1971 | 22     | 0    | Crvena zvezda Bělehrad |
| Jugoslávská Prva liga 1971/1972 | 13     | 1    | Crvena zvezda Bělehrad |
| Jugoslávská Prva liga 1972/1973 | 11     | 0    | Crvena zvezda Bělehrad |
| Primera División 1973/1974      | 7      | 0    | Real Oviedo            |
| Segunda División 1974/1975      | 25     | 0    | Real Oviedo            |
| CELKEM 1. jugoslávská liga      | 136    | 7    |                        |
| CELKEM Primera División         | 7      | 0    |                        |